# Língua Kawahiva

## Classificação linguística e diversidade étnico-dialetal
Kawahiva é uma língua indígena amazônica da família linguística Tupí-Guaraní. A língua conta com oito variedades linguísticas ("dialetos") com alto grau de inteligibilidade mútua. Essas variedades são referidas pelo nome do povo que as falam (veja-se a seção "Povos falantes" abaixo).

## Vitalidade
A língua Kawahiva é falada por pouco mais de 500 indivíduos, a maioria adultos com mais de 21 anos. Dos oito dialetos étnicos, somente um (Tenharin Marmelos) tem sido transmitido para as crianças. Essa situação coloca os demais dialetos da língua em uma situação de severo risco de desaparecimento em até duas gerações.

## Povos falantes
Há oito povos contatados que falam a língua Kawahiva, quais sejam: Amondawa, Juma, Jiahui, Jupaú (também conhecido por Uru Eu Wau Wau), Karipuna, Parintintin, Piripkura, e Tenharin. 
O quadro abaixo identifica o número de falantes e população dos povos Kawahiva contatados (adaptado de dos Santos 2024:11). 
| Povo                   | No. de falantes | População | Localização |
| ---------------------- | --------------- | --------- | ----------- |
| Amondawa               | 81              | 130       | Rondônia    |
| Jiahui                 | 1               | 12        | Amazonas    |
| Juma                   | 3               | 50        | Amazonas    |
| Jupaú (Uru-Eu-Wau-Wau) | 64              | 107       | Rondônia    |
| Karipuna               | 10              | 29        | Rondônia    |
| Parintintin            | 10-19           | 156-460   | Amazonas    |
| Piripkura              | 3               | 3         | Mato Grosso |
| Tenharin               | 350             | 585       | Amazonas    |
| Total                  | 1072-1376       | 522-531   |             |

## Sistema de sons (fonologia)
Há várias propostas de inventários sonoros para o Kawahiva. No entanto, todos elas exibem um alto nível de similaridade.

### Consoantes
As propostas de inventário consonantal Kawahiva incluem as de dos Santos (2024), Marçoli (2018), Sampaio (1997), Netto e Moraes (1993), e Pease e Betts (1971). 

#### dos Santos (2024:35)[1]para os dialetos Juma e Jupaú
|              | bilabial | lábio-dental | alveolar | postalveolar | palatal | velar | lábio-velar | glotal |
| ------------ | -------- | ------------ | -------- | ------------ | ------- | ----- | ----------- | ------ |
| obstruinte   | p        | v            | t        | tʃ           |         | k     | kʷ          |        |
| soante oral  |          |              | ɾ        |              | j       |       |             | ʔ h    |
| soante nasal | m        |              | n        |              |         | ŋ     |             |        |

#### Marçoli (2018:74)[2]para os dialetos Amondawa, Jiahui e Tenharin
|                          | Labial | Coronal     |             | Dorsal    |           | Laríngea |
|                          |        | [+anterior] | [-anterior] | [-labial] | [+labial] |          |
| ------------------------ | ------ | ----------- | ----------- | --------- | --------- | -------- |
| Obstruintes [-contínuo]  | p      | t           | tʃ          | k         | kʷ        | ʔ        |
| Obstruintes [+contínuas] |        |             |             |           |           | h        |
| Soantes [nasal]          | m      | n           |             | ŋ         |           |          |
| Soantes [não-nasal]      | ʋ      | ɾ           | j           |           | w         |          |

#### Sampaio (1997:51)[3]para o dialeto Jupaú
|           | Bilabial | Alveolar | Palato-alveolar | Velar | Lábio-velar | Glotal |
| --------- | -------- | -------- | --------------- | ----- | ----------- | ------ |
| Oclusivo  | p        | t        |                 | k     | kʷ          | ʔ      |
| Nasal     | m        | n        | ɲ               | ŋ     | ŋʷ          |        |
| Fricativo | β        |          |                 |       |             | h      |
| Africado  |          |          | tʃ              |       |             |        |
| Tepe      |          | ɾ        |                 |       |             |        |

#### Netto e Moraes (1993:14)[4]para o dialeto Amondawa
|            | bilabial | alveolar | palatal | velar | glotal |
| ---------- | -------- | -------- | ------- | ----- | ------ |
| orais      | p        | t        |         | k     | ʔ      |
| nasais     | m        | n        | ɲ       | ŋ     |        |
| africadas  |          |          | j       |       |        |
| fricativas |          |          |         |       | h      |
| contínuas  | w        |          |         |       |        |
| flap       | ɾ        |          |         |       |        |

#### Pease e Betts (1971:1)[5]para o dialeto Parintintin
|            | bilabial | alveolar | álveo-palatal | velar | lábio-velar | glotal |
| ---------- | -------- | -------- | ------------- | ----- | ----------- | ------ |
| oclusivas  | p        | t        | tʃ            | k     | kʷ          | ʔ      |
| nasais     | m        | n        | ɲ             | ŋ     | ŋʷ          |        |
| fricativas | β        |          |               |       |             | h      |
| flap       |          | ɾ        |               |       |             |        |

### Vogais
As propostas de inventário vocálico Kawahiva um maior nível de similaridade. Com uma exceção (dos Santos 2024), em geral, os demais estudiosos de Kawahiva descreveram as vogais como no quadro apresentado abaixo (note-se que Marçoli (2018:100) classifica as consoantes centrais como 'posteriores'):
|          | anterior | central | posterior |
| -------- | -------- | ------- | --------- |
| alta     | i ĩ      | ɨ ɨ̃     | u ũ       |
| não-alta | e ẽ      | a ã     | o õ       |

A proposta de dos Santos (2024:37) difere-se das demais ao propor /ɛ ɛ̃/ e /ɔ ɔ̃/ no lugar de /e ẽ/ e /o õ/, respectivamente.